# Juan Segura y Valls
Juan Segura y Valls (Santa Coloma de Queralt, 1844-Santa Coloma de Queralt, 1909) fue un historiador y sacerdote español.

## Biografía
Nacido el 30 de marzo de 1844 en la localidad tarraconense de Santa Coloma de Queralt, comenzó la carrera eclesiástica en el Seminario de Vic y se ordenó sacerdote en 1868. En 1879 publicó una Historia de la villa de Santa Coloma (Barcelona, imprenta de Vicente Magriñá). En los certámenes celebrados en 1879 por la Juventud católica de Madrid, obtuvo un premio por un trabajo titulado Sobre la libertad de la conciencia, publicado después en la revista La Ciencia Cristiana, dirigida por Juan Manuel Ortí y Lara. En los Juegos florales de Barcelona de 1885 le fue premiado el trabajo Aplech de documentos curiosos é inéditos fahentes per la historia de las costums de Catalunya, y dos años después la Sociedad la Juventud católica de dicha ciudad le concedió un premio en un certamen por su Historia del santuari de Sant Magí. En Gerona (1892), obtuvo un nuevo premio con la monografía titulada Etimología de noms de pobles de la Cerdanya catalana. Publicó varios artículos en La Veu del Monserrat y escribió algunos estudios históricos de Cataluña destinados a la Biblioteca historia de la diócesis de Vich, publicada bajo los auspicios de José Morgades y Gilí. Falleció en Santa Coloma de Queralt el 16 de julio de 1909.